# Gradac (Słowenia)
Gradac – wieś w Słowenii, w gminie Metlika. W 2018 roku liczyła 378 mieszkańców.